# 孫遇
孫遇（1404年—1483年），字际时，山東登州府福山縣人，軍籍，明朝政治人物。進士出身。

## 生平
宣德十年（1435年）乙卯科山東鄉試舉人。正統元年（1436年）丙辰科殿試登第二甲第二十五名進士。授户部主事，以大学士杨溥荐，九年（1444年）四月升徽州府知府，廉慎善抚民，以父丧还家守制，属民告乞夺情视事，巡抚官以闻，景泰元年（1450年）閏正月起復原职。再次丁憂起復，任满九载，民复请保留，天順元年（1457年）七月命复任，食正三品俸。八年（1464年）四月升江西右布政使，成化三年（1467年）十二月升河南左布政使，逾年被劾致仕，家居以寿终。

## 家族
祖父孫志孝。父孫彥斌，贈徽州知府。妻子房氏，封恭人。子孫珂，官大理寺丞；孫珪，成化十四年戊戌進士；孙瓒，成化十年甲午舉人；孫琰，進士。孫子孫樂、孫檠兄弟二人于弘治十七年（1504年）同科考取进士。